# 静岡県道116号須崎柿崎線
静岡県道116号須崎柿崎線（しずおかけんどう116ごう すざきかきさきせん）は静岡県下田市を通る一般県道である。

## 概要

### 路線データ
- 陸上距離 : 4.5km
- 起点 : 下田市須崎
- 終点 : 下田市柿崎（国道135号交点）

## 地理
- 起点より手前に爪木崎や九十浜海水浴場などの観光地がある。
- 県道起点付近に須崎御用邸がある。

### 接続路線
- 国道135号

### 通過する自治体
- 静岡県
  - 下田市